# Kaia Gerber
Kaia Jordan Gerber (Los Angeles, 3 de setembro de 2001)  é uma modelo e atriz americana. Filha da supermodelo Cindy Crawford e do empresário Rande Gerber, estreou-se na Fashion Week de 2017, ganhando o prémio de Modelo do Ano nos British Fashion Awards. Conhecida sobretudo pela sua catwalk, tornou-se na segunda modelo mais nova de sempre a ser capa das Big 4. Ao longo de sua carreira, foi fotografada com a sua mãe em diversas campanhas, incluindo 3 capas da Vogue. É embaixadora das marcas Marc Jacobs e Omega.

## Biografia
Kaia Gerber é filha da supermodelo Cindy Crawford e do empresário norte-americano  Rande Gerber. Seu pai é judeu enquanto sua mãe é descendente de alemães, ingleses e franceses. Quando tinha apenas 10 anos de idade, Gerber estreou-se na sua primeira campanha de moda, para a linha jovem da Versace, Young Versace. , Gerber estudou na Malibu High School em Los Angeles.

## Carreira

### Modelo
Gerber fez sua estreia a desfilar para  na passarela com a coleção Calvin Klein de Raf Simons aos 16 anos em 2017, depois caminhou para casas de moda como Marc Jacobs, Burberry, Alexander Wang, Coach, Prada, Chanel, Fendi, Miu Miu, MaxMara, Givenchy, BottegaVeneta , Stella McCartney, Isabel Marrant, Alberta Ferretti, Loewe, Chloe, Sacai, Michael Kors, Moncler, JW. Anderson, Longchamp, Tom Ford, Salvatore Ferragamo, Ports1961, Lanvin, Anna Sui, Moschino, Saint Laurent, Alexander McQueen, Valentino e Versace, com a mãe, durante a Spring 2018 Fashion Week..
Gerber fez editoriais e foi capa de diversas revistas de moda como The Love Magazine, iD, Teen Vogue e Pop Magazine, etc. bem como diferentes capas e edições internacionais da Vogue, incluindo Vogue Paris, Vogue Japan, Vogue Italia, Vogue British, Vogue India, Vogue China, Vogue Magazine e "The Book edition" para a Vogue Netherlands com sua mãe no inverno de 2016.
Gerber apareceu na campanha de óculos Miu Miu em 2016 e na campanha Omega em 2017 com sua mãe, fotografada por Peter Lindbergh. Na primavera de 2018, Gerber apareceu em campanhas para Versace, Calvin Klein e Saint Laurent outono inverno. Em 2018, Kaia Gerber e Sofia Mechetner estrelaram a campanha de fragrâncias "Daisy" de Marc Jacobs. No mesmo ano, ela foi a estrela da campanha de bolsas de primavera da Chanel fotografada por Karl Lagerfeld e Valentino pre outono  ao mesmo tempo.
Em 2018 ela se aventurou como designer em uma coleção cápsula com Karl Lagerfeld chamada "KarlxKaia".
Em 2019 ela estreou como a nova cara das campanhas publicitárias e embaixadora da YSL beauty. e estrelou as campanhas de primavera, verão e outono de Jimmy Choo. além de realizar as campanhas Fendi primavera verão 2019 e Stella Mc Cartney primavera verão do mesmo ano.
Em 2020, ela estrelou a campanha publicitária da Louis Vuitton "Twist bag" para a primavera / verão fotografada por Craig McDean.

### Atriz
Kaia Gerber estreou-se como atriz em 2016, com 15 anos, no filme Sister Cities como a versão jovem da personagem Caroline.

## Outras Aventuras
Em 14 de agosto de 2020, o Daily Front Row listou Gerber no grupo de investidores da revista W. 

## Filmografia

### Cinema
| Ano  | Título         | Papel             | Notas          |
| ---- | -------------- | ----------------- | -------------- |
| 2022 | The Palisades  | Alex              | Curta-metragem |
| 2022 | Babylon        | Starlet           |                |
| 2023 | Bottoms        | Brittany          |                |
| 2024 | Saturday Night | Jacqueline Carlin |                |
| 2024 | Shell          | Chloe Benson      |                |
| 2025 | Mother Mary    |                   |                |
| 2025 | Outcome        |                   |                |

### Televisão
| Ano  | Título                                | Papel                  | Notas                     |
| ---- | ------------------------------------- | ---------------------- | ------------------------- |
| 2016 | Sister Cities                         | Carolina, 13 anos      | Telefilme                 |
| 2021 | American Horror Stories               | Ruby McDaniel          | 2 episódios               |
| 2021 | American Horror Story: Double Feature | Kendall Carr           | 4 episódios               |
| 2024 | In the Know                           | Entrevistada Convidada | Episódio: "I'm No Hero"   |
| 2024 | Palm Royale                           | Mitzi                  | 10 episódios              |
| 2025 | Overcompensating                      | Esther                 | 3 episódios               |
| 2025 | Hacks                                 | Ela mesma              | Episódio: "D'Christening" |
| 2026 | The Shards                            |                        |                           |

## Prêmios
Gerber ganhou o prêmio de modelo do ano no The Fashion Awards em 2018.